# Helmut Voigt
Helmut Voigt (* 19. September 1942) ist ein ehemaliger Oberstleutnant des Ministeriums für Staatssicherheit (MfS) der DDR, der 1994 wegen seiner Beteiligung am Terroranschlag vom 25. August 1983 auf das Kulturzentrum Maison de France in  West-Berlin zu vier Jahren Freiheitsstrafe wegen Beihilfe zum Mord verurteilt wurde.

## Tätigkeit bei der DDR-Staatssicherheit
Der Ingenieur Helmut Voigt arbeitete seit 1978 beim Ministerium für Staatssicherheit in Ost-Berlin, ab 1981 war er Leiter der Unterabteilung VIII „Bekämpfung des internationalen Terrorismus“ der Hauptabteilung XXII. Verurteilt wurde er für die als Beihilfe zum Mord gewertete Rückgabe eines 1982 bei der Einreise von Johannes Weinrich beschlagnahmten Koffers mit 24 kg Plastiksprengstoff, den er für den Zeitraum eines Jahres in einem Schrank in seiner Dienststelle in Berlin-Hohenschönhausen deponiert hatte. Laut eigener Darstellung während des Gerichtsverfahrens 1994 tat er dies auf Anweisung seines direkten Vorgesetzten Harry Dahl. Der Koffer mit dem Sprengstoff wurde danach von Weinrich in die syrische Botschaft in der Otto-Grotewohl-Straße verbracht, von wo er im August 1983 von weiteren Vertrauten des Drahtziehers des späteren Anschlages, Ilich Ramírez Sánchez, auch Carlos genannt, über die Grenze nach West-Berlin gebracht wurde. Voigt, damals noch im Range eines Majors und somit dem mittleren leitenden Kader zugehörig, habe der Behauptung eines Carlos-Vertrauten von der geplanten Rückführung des Sprengstoffes nach Damaskus geglaubt.

## Flucht nach Griechenland
Am 26. März 1991 setzte sich Voigt nach der Verbreitung der Nachricht im Rundfunk von der geplanten Festnahme einiger der Unterstützung von RAF-Terroristen verdächtigter ehemaliger Stasimitarbeiter nach Griechenland ab. Er lebte dort eine Zeit lang unter falscher Identität in der Hafenstadt Volos. Gefasst werden konnte er durch den Besuch seiner Ehefrau Carla im September 1992, die unwissentlich einen in ihrem Fluggepäck versteckten Peilsender mit sich trug, der die BKA-Fahnder direkt zum untergetauchten Voigt führte. Verhaftet wurde er mit seiner Ehefrau im Hotel Balasca in Athen, bis zu seiner Auslieferung 1993 saß er im Staatsgefängnis in Korydallos ein.

## Verurteilung wegen Beihilfe zum Mord
1994 wurde er vom Landgericht Berlin zu vier Jahren Freiheitsstrafe wegen Beihilfe zum Mord verurteilt.